# Euxoa leucotera
Euxoa leucotera là một loài bướm đêm trong họ Noctuidae.